# San Pa Tong (huyện)
San Pa Tong (tiếng Thái: สันป่าตอง) là một huyện (‘‘amphoe’’) của tỉnh Chiang Mai in phía bắc Thái Lan.

## Địa lý
Các huyện giáp ranh (từ tây nam theo chiều kim đồng hồ) là Doi Lo, Mae Wang, Hang Dong of Chiang Mai Province, Mueang Lamphun và Pa Sang của tỉnh Lamphun.

## Lịch sử
Ban đầu tên là Ban Mae, tên gọi đã được đổi thành San Pa Tong năm 1939.

## Hành chính
Huyện được chia ra 11 phó huyện (tambon), các đơn vị này lại được chia thành 121 làng (muban). Có hai thị trấn (thesaban tambon) - San Pa Tong nằm trên một phần của tambon Yu Wa, Makham Luang and Thung Tom; Ban Klang nằm trên một phần của Ban Klang, Tha Wang Phrao, Makham Luang và Ma Khun Wan. Ngoài ra có 11 tổ chức hành chính tambon (TAO).
| Số TT | Tên            | Tên tiếng Thái | Số làng | Dân số |  |
| ----- | -------------- | -------------- | ------- | ------ |  |
| 1.    | Yu Wa          | ยุหว่า           | 14      | 13.175 |  |
| 2.    | San Klang      | สันกลาง         | 9       | 4.478  |  |
| 3.    | Tha Wang Phrao | ท่าวังพร้าว       | 7       | 3.697  |  |
| 4.    | Makham Luang   | มะขามหลวง      | 11      | 6.575  |  |
| 5.    | Mae Ka         | แม่ก๊า           | 14      | 7.630  |  |
| 6.    | Ban Mae        | บ้านแม          | 14      | 6.872  |  |
| 7.    | Ban Klang      | บ้านกลาง        | 11      | 9.969  |  |
| 8.    | Thung Satok    | ทุ่งสะโตก        | 12      | 6.707  |  |
| 10.   | Thung Tom      | ทุ่งต้อม          | 11      | 7.405  |  |
| 14.   | Nam Bo Luang   | น้ำบ่อหลวง       | 11      | 4.917  |  |
| 15.   | Makhun Wan     | มะขุนหวาน       | 7       | 5.399  |  |

Các con số mất là các tambon nay thuộc huyện Mae Wang.